# Poly Styrene
Poly Styrene, egentligen Marianne Joan Elliott-Said, född 3 juli 1957 i Bromley, Kent, död 25 april 2011 i Sussex, var en brittisk musiker, låtskrivare, vokalist och frontperson för banbrytande punkrockbandet X-Ray Spex.